# متلازمة فاكترل
متلازمة فاكترل أو فاتر هي متلازمة تتميز بعيوب خلقية معينة، توجد ثلاثة منها على الأقل في الجنين: عيوب الفقرات، رتق الشرج، عيوب خلقية في القلب، ناسور قصبي مريئي، عيوب الكلى وعيوب الأطراف.

## الانتشار
نظراً لتنوع سمات المتلازمة من شخص إلى آخر؛ يصعب تحديد معدلات الوقوع والانتشار بدقة، لكنها -بحسب ما هو مسجل- تصيب واحداً إلى تسعة من كل 100000 مولود، بمعدل واحد من كل 10000-40000 مولود سنوياً، ولا يختص بها عرق أو بلد معينة.
ونسب الإصابة بكل عيب كالتالي:
- عيوب الفقرات: 60-80%، عادة ما تكون مصحوبة بعيوب في الضلوع.
- تضيق أو رتق الشرج: 55-90%
- عيوب القلب: 40-80%
- ناسور قصبي مريئي: 50-80% مع أو بدون رتق المريء.
- عيوب الكلى: 50-80%
- عيوب الأطراف: 40-50%[2]

## السبب
غير معروف؛ إذ لم يتم التعرف على عامل وراثي أو بيئي معين، وأغلب الحالات متفرقة، ونادراً ما يصاب بها أكثر من فرد في عائلة واحدة.
ويعزوها بعض الباحثين إلى خلل في طبقة الأديم المتوسط (واحدة من طبقات تكوّن الجنين الثلاث)، وتحدث في أبناء المصابات بالسكري أكثر من سواهنّ، وتوجد حالات قليلة جداً مصابة بطفرة في الجين FGF8 [الإنجليزية]
ويلاحظ ظهور عدة سمات للمتلازمة في المصابين بأنيميا فانكوني ومتلازمة داون.

## السمات
يلاحظ وجود العيوب الآتية في المصابين:

### عيوب الفقرات
عيوب في العمود الفقري كغياب بعض الفقرات أو الفقرة النصفية أو وجود شق في الفقرات أ والتحامها، وقد تكون مصحوبة بعيوب في الضلوع كغياب ضلع أو وجود ضلع زائد (ضلع عنقي)، وبعض الحالات تعاني من جنف أو عدم تخليق العجز.

### رتق الشرج
انسداد أو تضيّق فتحة الشرج مما يعيق مرور البراز، وتشير الدراسات إلى أن وجود عيب في الشرج أو المستقيم يرجح وجود عيوب في الأعضاء التناسلية تكون خطيرة في الذكور.

### عيوب خلقية في القلب
عيب الحاجز البطيني أو الأذيني أو رباعية فالوت، وبنسب أقل: تغيير وضع الأوعية الكبيرة والجذع الشرياني المستديم.

### ناسور قصبي مريئي
ناسور يصل بين القصبة الهوائية والمريء يسبب شفط الطعام إلى الرئة، قد يؤدي إلى الإصابة بعدوى رئوية كذات الرئة وفشل النمو، وقد يصاحبها رتق المريء.

### عيوب الكلى
قد يعاني المصاب من عيوب في الكلى ومجرى البول كغياب الكلية الخلقي أو وجودهما في غير موضعهما الطبيعي وارتجاع البول (في عكس مساره الطبيعي) الذي يسبب موه الكلية، وكذلك الإحليل التحتي ويكون عرضة لعدوى الجهاز البول.

### عيوب في الأطراف
كعدم تخليق الكعبرة أو نقص تنسجها أو كثرة الأصابع أو ارتفاقها، أو حنف القدم وغياب إصبع القدم الكبير أو قصبة الساق.

### عيوب أخرى
فشل النمو، وجود شريان سري واحد في الجنين بدلاً من اثنين، عيوب في الأذن، رتق قمع الأنف، قيلة سرية وعدم التماثل.
وأغلب الحالات لا تعاني من نقص الذكاء والقدرات العقلية.

## التشخيص
نظراً لأن سبب المتلازمة غير معروف؛ لا يوجد اختبار معين لتشخيص أو استبعاد المتلازمة؛ لذا يتم تشخيصها بالفحص الإكلينيكي الشامل، بالإضافة إلى فحوصات الكشف عن سمات المتلازمة.

## العلاج
لا يوجد علاج محدد، فقط معالجة عرضية داعمة تختلف باختلاف السمات الموجودة في المصاب، وبعض العيوب البنيوية يتم إصلاحها جراحيا كرتق الشرج وعيوب القلب والكعبرة.

## التشخيص التفريقي
- أنيميا فانكوني
- متلازمة دي جورج
- متلازمة جولدينهار
- متلازمة باليستر هول[1]

## روابط خارجية
فريق دعم مصابي متلازمة فاكترل